# ناحیه سامپر، میشیگان
ناحیه سامپر (به انگلیسی: Sumpter Township) یک منطقهٔ مسکونی در ایالات متحده آمریکا است که در شهرستان وین، میشیگان واقع شده‌است.
 ناحیه سامپر  ۹٬۵۴۹ نفر جمعیت دارد و ۲۰۲ متر بالاتر از سطح دریا واقع شده‌است.